# Färlövs socken
Färlövs socken i Skåne ingick i Östra Göinge härad, uppgick 1967 i Kristianstads stad och området ingår sedan 1971 i Kristianstads kommun och motsvarar från 2016 Färlövs distrikt.
Socknens areal är 41,91 kvadratkilometer varav 38,35 land.   År 2000 fanns här 2 246 invånare.  Godsen Araslöv och Wrangelsberg, en del av tätorten Torsebro, tätorten Vinnö med Karpalund, tätorten Färlöv med sockenkyrkan Färlövs kyrka samt orten Bjärlöv ligger i socknen.

## Administrativ historik
Socknen har medeltida ursprung. 1638 införlivades Araslövs socken.
Vid kommunreformen 1862 övergick socknens ansvar för de kyrkliga frågorna till Färlövs församling och för de borgerliga frågorna bildades Färlövs landskommun. Landskommunen uppgick 1952 i Araslövs landskommun som 1967 uppgick i Kristianstads stad som ombildades 1971 till Kristianstads kommun. Församlingen uppgick 2003 i Araslövs församling.
1 januari 2016 inrättades distriktet Färlöv, med samma omfattning som församlingen hade 1999/2000.  
Socknen har tillhört län, fögderier, tingslag och domsagor enligt vad som beskrivs i artikeln Östra Göinge härad. De indelta soldaterna tillhörde Norra skånska infanteriregementet, Gärds kompani.

## Geografi
Färlövs socken ligger nordväst om Kristianstad med Helge å i öster och Araslövssjön i sydost. Socknen är en odlad slättbygd med skog i norr.

## Fornlämningar
Från bronsåldern finns spridda gravhögar. Från järnåldern finns ett gravfält en skeppssättning och resta stenar. En runsten från 800-talet, Färlövstenen finns i Färlöv.

## Namnet
Namnet skrevs 1336 Färalde och kommer från kyrkbyn. Namnet innehåller troligen faräldi, 'väg, farled'..